# Friedrich Wilhelm Klatt
Friedrich Wilhelm Klatt (* 13. Februar 1825 in Hamburg; † 3. März 1897 ebenda) war ein deutscher Lehrer und Botaniker. Sein offizielles botanisches Autorenkürzel lautet „Klatt“.

## Leben und Wirken
Klatt war Lehrer in Hamburg und befasste sich als Amateur mit Botanik. Er sammelte in der Umgegend von Hamburg und an der Nordseeküste und kam in Kontakt mit Johann Georg Christian Lehmann vom Botanischen Garten, der sein Mentor wurde.
Er befasste sich vor allem mit Korbblütlern (Compositae), Schwertliliengewächsen (Iridaceae) und Klebsamengewächsen (Pittosporaceae). Er bearbeitete auch Sammlungen aus exotischen Ländern, zum Beispiel aus Afrika vom Forschungsreisenden Karl Klaus von der Decken (Ostafrika) und Conspectus Florae Africae von Théophile Alexis Durand und Hans Schinz (1898) oder aus Brasilien (Flora Brasiliensis von Carl Friedrich Philipp von Martius (1840–1868), Flora of Central Brazil von Johannes Eugenius Bülow Warming (1841–1924)). Er reiste mehrfach zum Botanischen Garten von Kew Gardens und tauschte mit Asa Gray.

## Ehrungen
Die Gattung der Schwertliliengewächse Klattia wurde 1877 von John Gilbert Baker ihm zu Ehren benannt.
Am 3. Februar 1881 wurde er Mitglied der Leopoldina. Er war Ehrendoktor der Universität Rostock. Sein Herbarium kam nach Harvard (Gray Herbarium) und an die Universität Hamburg (Botanisches Institut).